# Rise (альбом A Skylit Drive)
Rise четвертий альбом американської групи A Skylit Drive. Альбом вийшов 24 вересня 2013 під лейбом Tragic Hero Records. Перший сингл з альбому вийшов 31 липня 2013 року. Альбом досяг 41 сходинки у чартах Billboard 200.

## Треклист
1. Save Me Tragedy (3:12)
2. Unbreakable (3:31)
3. Crash Down (3:15)
4. Rise (3:15)
5. Crazy (2:59)
6. Said & Done (3:40)
7. Just Stay (4:16)
8. Pendulum (3:20)
9. I, Enemy (3:01)
10. Wide Awake (3:23)
11. Shadow (3:40)
12. Dreaming in Blue (3:09)